# Tratado de Tianjin (1885)

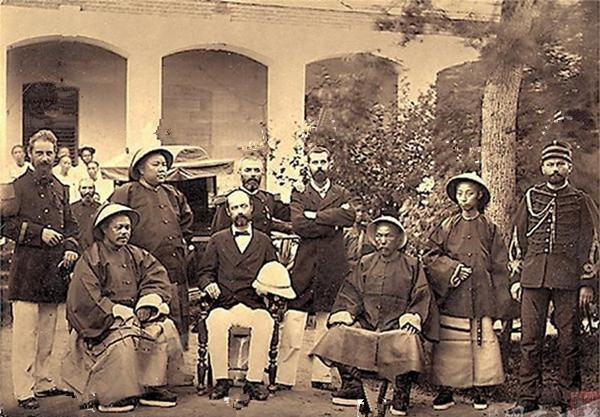
Li Hongzhang y Jules Patenotre después de firmar el tratado.

El Tratado de Tianjin (en chino: 中法新約), firmado el 9 de junio de 1885, puso fin oficialmente a la guerra franco-china. Este tratado desigual reiteró con mayor detalle las principales disposiciones del Acuerdo de Tianjin, firmado entre Francia y China el 11 de mayo de 1884. Como el artículo 2 requería que China reconociera el protectorado francés sobre Annam y Tonkín establecidos por el Tratado de Hue en junio de 1884, que implícitamente obligó a China a abandonar sus reclamos de soberanía sobre Vietnam, el tratado formalizó la victoria diplomática de Francia en la guerra franco-china.

## Antecedentes

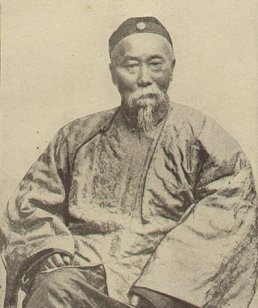
LiHungChang.

En diciembre de 1884, alarmada por las ambiciones japonesas en Corea, la emperatriz Cixi ordenó a sus ministros sacar a China de la guerra no declarada con Francia que había estallado el 23 de agosto. Las victorias francesas en Tonkín y Formosa en febrero y principios de marzo de 1885, respectivamente, fortalecieron su deseo de poner fin a la guerra franco-china. Aunque los chinos obtuvieron una victoria inesperada en Tonkín a finales de marzo, derrotando a la 2.ª Brigada del General de Négrier en Bang Bo y volviendo a ocupar Lạng Sơn, este éxito se vio contrarrestado por la captura francesa simultánea de las Islas Pescadores. A pesar de la caída del ministerio de Jules Ferry en Francia a finales de marzo tras la retirada de Lạng Sơn, la posición de China a principios de abril de 1885 era crítica. Por lo tanto, aprovechando la oportunidad que ofrecía la caída del ministerio Ferry, los chinos acordaron implementar las disposiciones del Acuerdo de Tianjin de mayo de 1884, que reconocía el protectorado de Francia en Vietnam. A cambio, los franceses abandonaron su demanda de larga data de una indemnización por la emboscada de Bắc Lệ. Después de una serie de negociaciones en París en los primeros días de abril de 1885, se hizo la paz sobre estas bases.
Las primeras cláusulas de paz entre Francia y China se firmaron el 4 de abril de 1885. El protocolo de paz preliminar preveía un alto el fuego inmediato tanto en Tonkín como en Formosa. Los franceses acordaron levantar inmediatamente el bloqueo de Formosa y los chinos acordaron retirar sus ejércitos de Tonkín a fines de mayo de 1885. Como garantía de la buena fe china, los franceses mantuvieron su "bloqueo del arroz" del Yangtsé y de los puertos chinos de Chen-hai (鎭海) y Pak-hoi (北海) mientras continuaban ocupando Keelung y las Islas Pescadores.
Los chinos estudiaron meticulosamente los términos del acuerdo de paz; por lo tanto, tanto el ejército de Yunnan como el de Kwanghsi se retiraron inmediatamente de Tonkín. Reconociendo las dificultades prácticas que enfrentaba el Ejército de Yunnan de T'ang Ching-sung, ubicado en lo profundo del territorio tonquinés alrededor de Hưng Hóa, los franceses extendieron el plazo más allá del 4 de abril especificado en el acuerdo para su retirada, y el Ejército de Yunnan finalmente regresó a China a través de Lào Cai el 2 de junio de 1885. Bajo la presión de los comandantes chinos, el Ejército de la Bandera Negra de Liu Yung-fu también se retiró del territorio tonquinés. Satisfecho de que China tuviera la intención de cumplir con sus obligaciones, el gobierno francés aceptó firmar un tratado de paz definitivo con los chinos.
El tratado tenía en total diez artículos, basado en las disposiciones del Acuerdo de Tianjin del 11 de mayo de 1884, fue firmado en Tianjin el 9 de junio de 1885 por Li Hung-chang en nombre de China y por Jules Patenôtre en nombre de Francia.
Li Hung-chang había negociado anteriormente el Acuerdo de Tianjin y había sido muy criticado en China por hacer demasiadas concesiones a Francia. Los literatos conservadores impidieron que se aplicaran las disposiciones del Acuerdo de Tianjin, lo que provocó un enfrentamiento entre las tropas francesas y chinas en Bắc Lệ en Tonkín. Esta confrontación condujo directamente al estallido de la guerra franco-china el 23 de agosto de 1884. Aunque la facción de línea dura en la corte de Ch'ing no pudieron evitar que la emperatriz nombrara nuevamente a Li Hung-chang para negociar un tratado de paz con los franceses, insistieron en que Li estaba acompañado por dos miembros de Tsungli Yamen, Hsi Chen y Teng Ch'eng-hsiu (鄧承修). Teng Ch'eng-hsiu era un miembro destacado del partido purista de línea dura (ch'ing-liu) y su nombramiento, un insulto deliberado a Li Hung-chang, fue una de las últimas ocasiones en que los puristas pudieron influir en la corte política. Desacreditados por la derrota de China en la guerra franco-china, los puristas perdieron rápidamente influencia en la corte a partir de entonces.

## Texto del tratado (traducción)
Tratado de Paz, Amistad y Comercio, concluido entre Francia y China en Tianjin el 9 de junio de 1885
El Presidente de la República Francesa y Su Majestad el Emperador de China, animados el uno y el otro por el mismo deseo de poner fin a las dificultades que se han causado mutuamente con sus intervenciones simultáneas en los asuntos de Annam, y deseando para restablecer y mejorar las antiguas relaciones de amistad y comercio que existían entre Francia y China, han resuelto celebrar un nuevo tratado que responda a los intereses comunes de las dos naciones, basado en la Convención Preliminar firmada en Tianjin, el 11 de mayo de 1884, y ratificada por Decreto imperial, 13 de abril de 1885.
A tal efecto, las dos Altas Partes Contratantes han designado sus plenipotenciarios, a saber: el Presidente de la República Francesa: M. JULES PATENÔTRE, Enviado Extraordinario y Ministro Plenipotenciario de Francia en China, Oficial de la Légion d'Honneur, Gran Cruz de la Estrella Polar de Suecia, etc; y Su Majestad el Emperador de China: LI HUNG-CHANG, Comisionado Imperial, Primer Gran Secretario de Estado, Tutor del Presunto Heredero, Superintendente de Comercio de los Puertos del Norte, Gobernador General de la Provincia de Chihli, titular del Primer Grado del Tercer Grado de Nobleza, con el título Souyi; asistido por HSI CHEN, Comisionado Imperial, Miembro del Consejo de Relaciones Exteriores, Presidente del Ministerio de Justicia, Administrador del Tesoro del Ministerio de Finanzas, Director de las Escuelas para la Educación de los Oficiales Hereditarios del Ala Izquierda del ejército tártaro de Pekín, comandante en jefe del contingente chino de la bandera bordeada de amarillo; y TENG CH'ENG-HSIU, Comisionado Imperial, Miembro del Estado Ceremonial; quienes, después de haberse comunicado sus poderes plenipotenciarios, que han reconocido en buena y debida forma, acuerdan los artículos siguientes.
ARTÍCULO PRIMERO
Francia se compromete a restablecer y mantener el orden en las provincias de Annam que limitan con el Imperio chino. Al efecto, tomará las medidas necesarias para dispersar o expulsar a las bandas de saqueadores y vagabundos que comprometan la tranquilidad pública, impidiendo así su reforma. Sin embargo, las tropas francesas no cruzarán la frontera que separa Tonkín de China, frontera que Francia se compromete a respetar y garantizar contra toda agresión.
Por su parte, China se compromete a dispersar o expulsar a las bandas que se refugian en sus provincias fronterizas con Tonkín, y a dispersar a las que pretendan organizarse en su territorio para sembrar disturbios entre las poblaciones puestas bajo la protección de Francia, y en consideración a las garantías que se le han otorgado para la seguridad de su frontera, se compromete categóricamente a no enviar tropas a Tonkín.
Las Altas Partes Contratantes fijarán mediante una convención especial las condiciones bajo las cuales los malhechores serán extraditados entre China y Annam. Los colonos o exsoldados chinos que vivan pacíficamente en Annam, ganándose la vida con la agricultura, la industria o el comercio y cuya conducta sea irreprochable, gozarán de la misma seguridad para sus personas y sus bienes que los protegidos franceses.
ARTÍCULO SEGUNDO
China, habiendo decidido no hacer nada que pueda comprometer el trabajo de pacificación emprendido por Francia, se compromete a respetar, en el presente y en el futuro, los tratados, convenciones y arreglos directamente concluidos o por celebrar entre Francia y Annam.
En lo que concierne a las relaciones entre China y Annam, se pretende que sean de tal naturaleza que no atenten contra la dignidad del Imperio chino y no conduzcan a ninguna violación del presente tratado.
ARTÍCULO TERCERO
Después de un intervalo de seis meses a partir de la firma del presente tratado, los comisionados designados por las Altas Partes Contratantes irán a delinear la frontera entre China y Tonkín. Colocarán, donde sea necesario, mojones destinados a delimitar claramente la línea de demarcación. En el caso de que no puedan ponerse de acuerdo entre ellos sobre la colocación de los mojones o sobre las rectificaciones de detalle en la actual frontera de Tonkín que sea necesario hacer en el interés común de ambas partes, lo remitirán a sus respectivos gobiernos.
ARTÍCULO CUARTO
Una vez identificada la frontera, los franceses, los protegidos franceses y los habitantes extranjeros de Tonkín que deseen cruzarla para ir a China sólo podrán hacerlo después de haberse provisto previamente de los pasaportes entregados por las autoridades chinas en la frontera el a petición de las autoridades francesas. Para los súbditos chinos, será suficiente una autorización de las Autoridades fronterizas imperiales.
Los súbditos chinos que deseen viajar de China a Tonkín, por vía terrestre, deben contar con pasaportes regulares de las autoridades francesas a pedido de las Autoridades Imperiales.
ARTÍCULO QUINTO
Se permitirá el comercio de importación y exportación a los comerciantes franceses o protegidos franceses y a los comerciantes chinos en la frontera terrestre entre China y Tonkín. Sin embargo, debe realizarse en ciertos puntos que se determinarán más adelante y la elección y el número estarán de acuerdo con la dirección del flujo y la importancia del tráfico de los dos países. A este respecto se tendrá en cuenta la normativa vigente en el interior del Imperio chino.
Se designarán dos puestos comerciales en la frontera china, uno sobre Lào Cai y el otro sobre Lạng Sơn. Los comerciantes franceses pueden establecerse allí en las mismas condiciones y con las mismas ventajas que en los puertos del Tratado. El Gobierno de Su Majestad el Emperador de China establecerá puestos de aduana allí, y el Gobierno de la República podrá mantener allí cónsules con los mismos privilegios y prerrogativas concedidos a agentes similares en los puertos del tratado.
Su Majestad el Emperador de China podrá nombrar cónsules en las principales ciudades de Tonkín, sujeto al acuerdo del Gobierno francés.
ARTÍCULO SEXTO
Un reglamento especial, anexo al presente tratado, especificará las condiciones en que se realizará el comercio terrestre entre Tonkín y las provincias chinas de Yunnan, Kwangsi y Cantón. Dicho reglamento será elaborado por comisionados que serán nombrados por las Altas Partes Contratantes dentro de los tres meses siguientes a la firma del presente tratado.
Las mercancías que serán objeto de este comercio estarán sujetas, a la entrada y salida de Tonkín y de las provincias de Yunnan y Kwangsi, a los mismos derechos que se estipulan para el comercio exterior. Sin embargo, la tarifa reducida no se aplicará a las mercancías transportadas a través de la frontera terrestre entre Tonkín y Cantón y no tendrá efecto en los puertos abiertos por los tratados.
El comercio de armas, maquinarias, víveres y municiones de guerra de todas clases estará sujeto a las leyes y reglamentos que establezca cada uno de los Estados contratantes en su territorio.
La exportación e importación de opio se regirá por arreglos especiales que formarán parte de las normas comerciales antes mencionadas.
El comercio marítimo entre China y Annam será igualmente objeto de una regulación especial, siempre que no contenga desviaciones de la práctica común.
ARTÍCULO SÉPTIMO
En vista del desarrollo de condiciones ventajosas para las relaciones comerciales y de vecindad que el presente tratado tiene por objeto restablecer entre Francia y China, el Gobierno de la República construirá carreteras en Tonkín y fomentará allí la construcción de vías férreas.
Cuando, por su parte, China decida construir vías férreas, se pretende que se dirija a la industria francesa, y el Gobierno de la República le proporcionará todas las facilidades para la adquisición en Francia del personal que necesita. También se pretende que esta cláusula no se considere como un privilegio exclusivo a favor de Francia.
ARTÍCULO OCTAVO
Las estipulaciones comerciales del presente tratado y los reglamentos que emanen de ellas podrán ser revisados transcurrido un plazo de diez años, contados a partir del canje de ratificaciones del presente tratado. Pero, en el caso de que, seis meses antes del tiempo señalado, ni una ni otra de las Altas Partes Contratantes hayan manifestado el deseo de proceder a la revisión, las estipulaciones comerciales permanecerán en vigor por un nuevo período de diez años y así sucesivamente. .
ARTÍCULO NOVENO
Después de que se haya firmado el presente tratado, las fuerzas francesas recibirán la orden de retirarse de Keelung y cesar las visitas, etc., en alta mar. Dentro de un mes después de la firma del presente tratado, la Isla de Formosa y los Pescadores serán enteramente evacuados por las tropas francesas.
ARTÍCULO DÉCIMO
Las disposiciones de los tratados, acuerdos y convenciones más antiguos entre Francia y China, no modificadas por el presente tratado, permanecerán en pleno vigor.
El presente tratado será ratificado primero por Su Majestad el Emperador de China, y luego será ratificado por el Presidente de la República Francesa, teniendo lugar el canje de ratificaciones en Pekín en el menor tiempo posible.
Hecho en Tianjin en cuatro ejemplos, el 9 de junio de 1885, correspondiente al día 27 del cuarto mes del undécimo año de Kuang-Hsü.

## Restauración de las relaciones diplomáticas
La firma del tratado el 9 de junio fue seguida de un banquete en el que los dos plenipotenciarios expresaron su satisfacción por los resultados de las negociaciones. Patenôtre habló de la siguiente manera:
Tengo plena confianza en que el acuerdo diplomático que acabamos de firmar hará algo más que poner fin a nuestras disputas pasadas y, espero, borrarlas rápidamente de nuestra memoria. Al crear nuevos vínculos entre Francia y China, al abrir nuevos mercados para la actividad comercial de todas las naciones, el Tratado de 9 de junio contribuirá sin duda a afianzar y desarrollar entre el Imperio chino y los países extranjeros esa comunidad de intereses que siempre ha cimentado con la mayor eficacia amistades entre los pueblos. Si el gobierno imperial tiene al respecto los mismos sentimientos que el gobierno de la República, este tratado conferirá beneficios reales y duraderos a todos.
Li Hung-chang hizo la siguiente respuesta:
Los chinos tenemos un dicho: 'La amistad brilla tanto como el sol'. Este proverbio se aplica particularmente a los lazos que unen a dos grandes países. China también desea el bienestar general y el bienestar. De ahora en adelante, la amistad entre nuestros dos países brillará tan intensamente como el sol de la mañana cuando emerge de la penumbra de la noche.

## Implementación del tratado
El 10 de junio de 1885, inmediatamente después de la firma del tratado de paz, los franceses levantaron el bloqueo naval del Yangtsé, Chen-hai y Pak-hoi. Evacuaron Keelung el 21 de junio de 1885 y las Islas Pescadores el 22 de julio de 1885.
Las ratificaciones del Tratado de Tianjin se intercambiaron en Pekín el 28 de noviembre de 1885.
El artículo 3 del tratado preveía el nombramiento de una comisión chino-francesa para demarcar la frontera entre Tonkin y China, que forma en gran parte la frontera actual entre China y Vietnam. Los comisionados de China fueron Chou Te-jun (周德潤), Hung Lu-ssu (鴻臚寺) y Ch'ing Teng-ch'eng (卿鄧承). La comisión francesa estuvo dirigida por M. Bourcier Saint-Chaffray, y entre sus miembros se encontraban M. Scherzer, el cónsul francés en Cantón, el Dr. Paul Neis, un destacado explorador de Indochina, el teniente coronel Tisseyre, el capitán Bouinais y M. Pallu de la Barrière (aunque este último no participó en el trabajo de la comisión). En preparación para el trabajo de la comisión, el general de Courcy envió tropas francesas para ocupar Lạng Sơn, That Khe y otras ciudades fronterizas en octubre de 1885.
El trabajo de demarcación comenzó a fines de 1885 y se completó en 1887. Los franceses rechazaron los reclamos chinos sobre la ciudad vietnamita de Đồng Đăng, cerca de la frontera de Kwanghsi y el sitio de una victoria francesa durante la guerra franco-china, pero acordaron que el Pak- la península de Lung (白龍尾) en la frontera occidental de la provincia de Cantón debe otorgarse a China. Una disputa sobre dos áreas en la frontera entre la provincia de Yunnan y Tonkín se resolvió mediante la adjudicación de Meng-suo (猛梭) y Meng-lai (猛賴) a Vietnam, y la transferencia de una gran extensión de tierra cultivable fértil entre Ma -pai-kuan (馬白關) y Nan-tan-shan (南丹山) a China. Un acuerdo que confirma la nueva frontera entre Vietnam y China fue firmado en Pekín el 26 de junio de 1887 por representantes franceses y chinos.

## Consecuencias
El tratado de paz del 9 de junio de 1885 formalizó la victoria diplomática de Francia en la guerra franco-china. Aunque los franceses se vieron obligados a evacuar Keelung y las islas Pescadores (que el almirante Courbet había querido mantener como contrapeso francés a la colonia británica de Hong Kong), la retirada china de Tonkín dejó el camino libre para que los franceses reocuparan Lạng Sơn y para avanzar por el río Rojo hasta Lào Cai en la frontera entre Yunnan y Tonkín. En los años que siguieron, los franceses aplastaron un vigoroso movimiento de resistencia vietnamita mientras consolidaban su control sobre Annam y Tonkín.
En 1887, Cochinchina, Annam y Tonkín (los territorios que componen el moderno estado de Vietnam) y Camboya se incorporaron a la Indochina francesa. Se les unió unos años más tarde Laos, cedida a Francia por Siam al final de la guerra franco-siamesa en 1893.